# Fanny Montgermont
Fanny Montgermont est une dessinatrice, coloriste et scénariste de bande dessinée française née à Rennes en octobre 1977.

## Biographie
Après un baccalauréat F12 (Arts appliqués) et un diplôme de graphisme, elle travaille dans l'illustration animée. 
Son premier album, Elle, Mai 1944, paraît en 2003 aux Éditions Paquet. Fanny Montgermont reçoit le prix « Décoincer la Bulle » 2004, récompense organisée pour un premier album par E.Leclerc et le mensuel BoDoï. Le second tome Elle, Juin 1944 paraît en 2005. 
En 2008, les éditions Dupuis annoncent la sortie de Quelques jours ensemble, une collaboration avec le scénariste Alcante, dans la collection Aire Libre.
En 2012 sort Clair-obscur dans la vallée de la lune, une nouvelle collaboration avec Alcante, toujours dans la collection « Aire Libre » des éditions Dupuis.

## Albums
- Elle, Mai 1944, Éditions Paquet, 2003[2]
- Elle, Juin 1944, Éditions Paquet, 2005
- Quelques jours ensemble, avec Alcante (scénario), Dupuis coll. « Aire Libre », 2005
- Clair-obscur dans la vallée de la lune, avec Alcante (scénario), Dupuis coll. « Aire Libre », 2012
- Bleu pétrole, Bamboo Édition, coll. Grand Angle,  (ISBN 978-2-8189-4096-9), 2017
Scénario : Gwénola Morizur - Dessin et couleurs : Fanny Montgermont[3]

## Récompenses
- 2004 : Prix Décoincer la bulle pour Elle, Mai 1944[4]
- 2010 : Prix du meilleur album des lycéens de Rhône-Alpes pour Quelques jours ensemble avec Alcante[5]
- 2018 : Prix Artémisia, mention spéciale du documentaire, pour Bleu pétrole avec Gwénola Morizur[6] ;